# René Wibaux
René Wibaux, né le 14 mars 1887 à Tourcoing et mort le 30 octobre 1965 à Paris, est un médecin, pharmacien de 1re classe, expert chimiste et résistant français de la première et de la Seconde Guerre mondiale.

## Biographie
René Fernand Wibaux naît, le 14 mars 1887 à Tourcoing dans le département du Nord, du mariage d'Émile Désiré Théodore Eugène Wibaux, instituteur adjoint, et de Maria Renelde Bomblet, institutrice. Il se marie le  6 août 1919 à Lille avec Marcelle Aline Charlotte Caudrelier, ils ont un fils, Fernand Marcel René Wibaux, résistant et diplomate.
Après ses études qu'il termine avec une licence ès-sciences, il devient docteur en médecine, pharmacien supérieur, pharmacien de 1re classe et expert chimiste.
Il fait son service actif d'une durée de deux ans, puis, mobilisé, à Lille, en qualité d'officier d'administration dans un hôpital militaire, il participe à la Première Guerre mondiale pour une période de 4 ans 11 mois 18 jours où il facilite le passage, en Belgique et en Hollande, de soldats français, dénoncé en septembre 1918, il est fait prisonnier en 1918 et incarcéré à la prison de Saint-Gilles à Bruxelles. À ce titre, il est cité par le ministère de l'Intérieur parmi la liste des personnes qui se sont distinguées au cours des hostilités.
De retour à la vie professionnelle, il exerce successivement différentes fonctions, préparateur à la faculté de médecine de Lille, inspecteur adjoint d'hygiène du Nord, médecin chef du laboratoire de bactériologie de l'équipe mobile du ministère, adjoint à l'inspection générale du ministère, médecin-chef du préventorium de Camiers (Pas-de-Calais), directeur des bureaux d'hygiène de Berck et du Touquet-Paris-Plage, médecin-chef directeur des sanatoriums publics (institut Albert Calmette) et directeur de la santé du ministère.
Il est élu auditeur puis membre du conseil supérieur d'hygiène publique de France et membre du conseil permanent d'hygiène sociale en 1924.
Il est élu membre titulaire de la Société académique du Touquet-Paris-Plage le 10 septembre 1932.
Lors de la Seconde Guerre mondiale, en décembre 1940, il s'engage dans le service de renseignements du Général de Gaulle, puis comme membre du réseau Saint-Jacques, il est incarcéré par l'ennemi 17 mois (dont un an au secret) pour « action hostile aux armées d'occupation » jusqu'à la libération puis incorporé aux forces françaises combattantes de l'intérieur (FFI), qu'il fait comme lieutenant-colonel des FFI.
Il meurt le 30 octobre 1965 dans le 14e arrondissement de Paris à l'âge de 78 ans.

## Distinctions
René Wibaux est nommé chevalier de l'ordre national de la Légion d'honneur par décret du 28 février 1927, puis officier par décret du 28 février 1946 et commandeur par décret du 12 avril 1947, il est également nommé chevalier de l'ordre du Mérite agricole, commandeur de la santé publique, décoré de la croix de guerre anglaise (War medal), il reçoit la médaille d'argent de la reconnaissance française, médaille d'argent de l'exposition d'hygiène de Strasbourg (1925), il est fait chevalier du Mérite social, il est fait officier de l'instruction publique, reçoit, la médaille d'or de l'hygiène publique, la médaille d'or de l'assistance publique, la médaille d'argent de la prévoyance sociale, la médaille d'argent de la mutualité, la médaille d'argent des assurances sociales, la médaille de bronze des épidémies, la Médaille interalliée 1914-1918, la médaille commémorative de la guerre 1914-1918 et est cité à l'Officiel du 26 avril 1921 pour conduite pendant la guerre,.

## Publications
René Wibaux publie 42 mémoires et publications sur l'hygiène publique, la médecine infantile et travaux de laboratoire,.

## Pour approfondir